# 몰다비아 민주공화국
몰다비아 민주공화국(루마니아어: Republica Democratică Moldovenească 레푸블리카 데모크라티커 몰도베네아스커[*], MDR) 또는 몰다비아 공화국은 1917년 12월 15일 베사라비아 국가평의회가 2월 혁명 및 러시아 제국 해체기에 선언한 국가이다. 베사라비아 국가평의회가 입법부를 맡았고, "장관 위원회"로 개명한 "이사회 위원회"가 행정부를 맡았다. 1917년 11월 15일 반포된 러시아 인민의 권리 선언이 공화국 수립에 영향을 주었다. 1918년 4월 9일, 장관 위원회는 루마니아 왕국과 통합하기로 투표했으며, 1918년 12월 10일 몰다비아 민주공화국은 루마니아 왕국과 무조건 통일하게 되었다.

## 개요
몰다비아 민주공화국의 역사는 크게 3개의 시기로 나눌 수 있다. 러시아 제국 내 자치기, 독립기, 그리고 루마니아와의 연합기이다. 1917년 12월 15일 몰다비아 민주공화국은 러시아 연방 민주공화국의 구성국임을 선포하였다. 1918년 1월 14일, 룸체로드의 선발대가 키시너우에 진입했다. 베사라비아 국가평의회의 민족주의 세력은 루마니아 왕국에 군사 원조를 요청했고, 루마니아군은 1918년 1월 23일 국경을 건너 키시너우를 점령했다. 루마니아군이 베사라비아를 완전히 통제하자, 베사라비아 국가평의회는 2월 5일 독립을 선포했다. 1918년 4월 9일, 몰다비아 국가평의회는 루마니아와 영토 및 입법부의 보전을 전제로 한 통합을 주장했다. 1918년 12월 10일 제1차 세계 대전이 끝난 후, 국민의회 의원들은 비밀리에 모여 이전 조건을 철회하고 루마니아와의 무조건적인 통합을 주장했다. 국민의회는 이후 해산되었고, 루마니아와의 연방주의자들은 부쿠레슈티에 초대되었다. 몰다비아 민주 공화국은 존속 기간 동안 판테리몬 에르한, 다니엘 츄구레누, 페트루 카자쿠를 총리로 두었다.

## 역사
1917년 상트페테르부르크에서 러시아 혁명이 발생했을 때, 베사라비아현의 총독은 법적 권력을 베사라비아 임시 정부 위원 콘스탄틴 미미에게 이양했고, 블라디미르 크리스티를 부위원으로 임명했다. 러시아 제국의 모든 지역에서도 비슷한 절차가 진행되었는데, 차르 정부의 수장들은 군수와 지방 자치회 총독에게 법적 권한을 이양했고, 이를 군/도지사 위원회라고 불렀다. 1917년 10월 소작농 의회는 미미를 퇴출하고 이온 인쿨레츠를 새로운 총리로 임명했다. 이것은 알렉산드르 케렌스키가 계획한 것으로, 인쿨레츠는 케렌스키의 상트페테르부르크 대학교의 대학 조교였다.법적 권한이 없었던 농민회의가 표결을 하자마자 케렌스키는 정식으로 미미를 인쿨레츠로 교체했다. 인쿨레츠가 권력을 장악하기 위해 키시너우에 도착했을 때, 그는 귀족들의 조용한 반대에 부딪혔고, 그는 블라디미르 크리스티(Vladimir Christi)의 부위원직을 수락했다. 공화국이 선포되었을 때, 크리스티는 물러났고 그의 법적 권한을 인쿨레츠에게 넘겼다.
1917년 10월부터 11월까지 베사라비아의 국가평의회(Sfatul țerrii)가 선출되어 1917년 12월부터 업무를 시작했다. 몰다비아 민주공화국은 스스로를 러시아 공화국의 연방구성국(자치 공화국)으로 선언했다.
10월 혁명의 여파로 루마니아 전선의 러시아 육군은 해체되었다. 퇴각하는 많은 수의 병사들이 베사라비아의 무정부 상태를 증가시켰고, 국가평의회는 영토에 대한 최소한의 권한만을 가지게 되었다. 설상가상으로 평의회가 농지 문제에 대한 결정을 미루자, 이 지역의 농민들은 큰 지주들의 재산을 분할하여 그들끼리 나누기 시작하였다. 루마니아 전선 총참모부가 병력을 파견할 수 없게 되자 몰다비아 국가방위군을 조직하려는 시도가 있었으나 결과는 기대에 한참 못 미쳤다.게다가 명목상 국가평의회 산하 대부분의 군단은 볼셰비키의 영향권에 들어갔다. 그러나, 1월 중순에 루마니아군이 몰다비아 민주공화국에 진입해 몰다비아와 볼셰비키 군대와 전투에 참여했고, 몇 주 안에 몰다비아의 많은 부분을 지배했다. 이에 저항한 몰다비아군의 지도자들 중에는 이전에 국가평의회에 충성했던 아나톨리 포파와 같은 인물들도 있었다.
독일 제국이 루마니아, 우크라이나, 볼셰비키 러시아와 별도의 평화 협정을 체결한 후, 찬성 86표, 반대 3표, 기권 36표로 국가평의회는 1918년 4월 9일 루마니아 왕국과 베사라비아 연합을 선포하고, 베사라비아 의회와 행정 기관을 계속 운영하여 몰다비아 민주공화국을 법적으로 종식시켰다. 루마니아군이 이미 키시너우에 주둔하고 있다는 사실에 낙담하여 많은 소수당 의원들은 투표에 기권하였다. 루마니아와 몰다비아 민주공화국의 연합은 1920년 파리 조약에서 승인받았다.

## 지도부
몰다비아 공화국의 지도부는 국가평의회의 의장이자 몰다비아 민주공화국의 대통령인 이온 인쿨레츠와 총무원 의장인 판테리몬 에르한으로 구성되었다. 새 지도부와 의회는 각료회의 의장인 다니엘 츄구레누에 의해 독립을 선언한 후 설치되었다. 국가평의회는 처음에는 120명의 선출된 의원으로 구성되었으나, 나중에는 135명과 150명으로 늘어났다. 예를 들어, 4월 9일 138명의 의원 중 투표에서 125명이 투표에 참여했으며 13명이 불참했다.
1917년 12월 21일, 국가평의회는 7명의 몰다비아인, 1명의 우크라이나인, 1명의 유대인으로 구성된 이사회 총회를 통해 몰다비아 민주 공화국 정부를 선출했다.
- 판테리몬 에르한 -평의회 의장 및 농업부 장관
- 블라디미르 크리스티 - 내무장관
- 스테판 시오바누 - 교육부 장관
- 테오필 이온쿠 - 재정부 장관
- 니콜라에 보지콘드레누 - 철도청장
- 테오도어 코조카루 - 육군 참모총장
- 미하일 사벤코 - 법무장관
- 이온 펠리반 - 외무장관
- E. 그라인펠트 - 산업 및 무역장관

첫 번째 법령에서, 의회는 "국가의 삶의 모든 측면에 질서를 도입하고, 무정부상태와 재앙을 제거하며, 국정운영의 모든 측면을 조직한다"는 목표를 세웠다. 총무회의 사무국(Cancelarie)이 설치되고, 모든 국·공·사립기관이 총무국을 통해 해당 총무국장에게 국가 대정부질문에 관한 모든 사항을 전달하도록 했다. 각 국장의 사전 동의 없이 행해진 공공행정 분야의 모든 행위는 법적으로 무효로 선언되었고, 국장은 그러한 행위에 대한 책임에서 벗어났다.

## 같이 보기
- 루마니아와 베사라비아의 통합
- 소련의 베사라비아·북부코비나 점령
- 러시아 혁명
- 오데사 소비에트 공화국